# Егоров, Вячеслав Георгиевич
Вячесла́в Георгиевич Его́ров (род. 18 февраля 1941, Рязань, СССР — 17 марта 1984, там же) — советский футболист, вратарь. Мастер спорта СССР.

## Карьера
За свою карьеру выступал в советских командах «Труд»/«Спартак» Рязань, «Труд» Воронеж, «Звезда» Серпухов и «Спартак» Москва.
Был членом сборной команды РСФСР.
На одном из зданий в Рязани в 2017 году открыта мемориальная доска в честь Вячеслава Егорова.